# 船越逸平
船越 逸平（ふなこし いっぺい、1885年〈明治18年〉9月12日 - 没年不詳）は、日本の実業家。家業である石灰製造業を継いだのち、富岡無尽株式会社の初代社長となった。徳島県那賀郡富岡町出身。旧名・幸平。

## 経歴
1918年富岡無尽合資会社代表社員に就任し、1936年5月24日に株式会社へと組織変更された富岡無尽株式会社の初代社長に就任。
就任から3ヶ月後の8月23日代表取締役を退任。二代目社長として石灰業者として最大の事業規模を持つ樫野恒太郎が富岡無尽株式会社の経営を立て直した。
その後、町会議員や徳島相互銀行社長、徳島空港ビル株式会社取締役会長を歴任した。